# Canis aureus aureus
Lo sciacallo comune (Canis aureus aureus Linnaeus, 1758), conosciuto anche come sciacallo persiano o sciacallo del Turkestan, è una sottospecie di sciacallo dorato originario di Asia centrale, Afghanistan, India nord-occidentale, Iran, Iraq, penisola araba e Pakistan sud-occidentale. È una sottospecie di grandi dimensioni ed ha un soffice mantello chiaro dai toni prevalentemente color sabbia.

## Descrizione
Il colore generale del pelo esterno è solitamente nero e bianco, mentre il sottopelo varia dal marrone chiaro al grigio ardesia chiaro. Talvolta la nuca e le spalle sono di color beige. Le orecchie e le zampe anteriori sono beige, talvolta marroncine, mentre i piedi sono chiari. Sulle zampe posteriori la colorazione è più marcata al di sopra dei garretti. Il mento e il sottogola sono quasi sempre biancastri. Il peso, 8–10 kg, varia a seconda delle località. Nelle zone confinanti con l'areale del più grande e colorato sciacallo indiano (soprattutto nel Kumaon), compaiono talvolta esemplari di dimensioni e colorazioni intermedie. Gli sciacalli persiani dell'Elburz sono rinomati per la morbidezza delle loro pellicce, quasi sempre grossolane nelle altre varianti geografiche della specie.